# Goran Jagodnik
Goran Jagodnik, slovenski košarkar, * 23. maj 1974. 
Jagodnik ali »Jagoda« je 203 cm visok igralec košarke, ki je igral na poziciji krila. V svoji dolgoletni karieri je zamenjal celo vrsto klubov po vsej Evropi, poleg tega pa je bil član Slovenije, za katero je zbral kar 75 uradnih nastopov, s čimer je na nedaleč od vrha tistih, ki so opravili največ nastopov. 

## Igralna kariera

### Klubska kariera
Goran Jagodnik je svojo športno pot začel v Kopru, kjer je nastopal tri sezone, preden se je preselil na Polzelo, kjer je igral naslednjih pet sezon. Sledila je selitev v tujino, natančneje v Turčijo k Turk Telekomu, pa potem v turški Kolejliler, kjer pa je ostal zgolj polovico sezone, saj se je hitro, še isto sezono, preselil v Švico k Olympiqu iz Lozane. V sezoni 2001/2002 je nastopal za rusko Lokomotivo. Leta 2002 se je zanj začelo obdobje na Poljskem, kjer je štiri sezone izjemno uspešno nastopal za poljski Prokom. Veselil se je tako poljskega pokala, kot tudi osvojitve poljskega državnega prvenstva. Leta 2003 je nastopil tudi v finalu takratnega pokala FIBA Champions. Sledila je sezona 2006/2007, ki jo je začel v Rusiji, a se hitro preselil v Italijo ter nazadnje sezono končal v poljskem Anwilu iz Wloclaweka. V sezoni 2007/2008 je podpisal pogodbo v Vršcu, kjer je nastopal za ekipo Hemofarma. Sledila je selitev na Češko, kjer je v sezoni 2008/2009 nastopal za ekipo Nymburka, s katero je osvojil vse domače lovorike. Na začetku sezone 2009/2010 je za dober mesec okrepil ekipo s Polzele, potem pa se je v oktobru zopet pridružil ekipi Hemofarma. Igral v finalu srbskega državnega prvenstva, nastopil pa je tudi v polfinalu jadranske lige. Za Hemofarm je v povprečju dosegal 10.1 točke, 4.6 skoka v jadranski ligi ter 12.5 točke in 3.8 skoka v EuroCupu.
Jagodnik je v svoji karieri igral pri klubih v Sloveniji za KK Koper, Kovinotehna Polzela, v Turčiji za Türk Telekom, Kolejliler, švicarski Olympique Lozana, na Poljskem za Anwil Wloclawek, Prokom Trefl, v Rusiji za Dinamo Moscow Region, Lokomotiva Mineralnie Vody, v Italiji za Legea Scafati in v Srbiji za Hemofarm Vršac, Union Olimpijo, trenutno pa igra za KD Ilirija. Svojo energijo je pokazal v tekmi proti Olimpiji aprila 2014, ko je bil boljši od večine mlajših v obeh ekipah. 
Svojo skoraj 26 let trajajočo igralsko pot je končal v starosti 42 let. To je bilo aprila 2017, potem ko je zadnje leto igral za ljubljansko Ilirijo, s katero je v sezoni 2016-17 slavil v slovenski drugi ligi in ji pomagal k uvrstitvi v prvo ligo. Pri tem je bil s 17,2 točke na tekmo in 9,3 skoka prvi strelec in skakalec kluba in statistično najboljši posameznik v drugi ligi.

## Reprezentanca
Za slovensko reprezentanco je nastopal na petih prvenstvih stare celine, in sicer najprej na EP 1997, EP 1999 in EP 2001. Kasneje ga je selektor Aleš Pipan znova vpoklical za EP 2007. Na naslednjem turnirju, EP 2009 pod trenerjem Zdovcem je nastopil še enkrat ter bil pri svoji starosti 35 let daleč najstarejši član ekipe. Zadnji turnir, na katerem je igral, je bilo SP 2010. Vsega skupaj je za reprezentanco nastopil na 75 tekmah in igral na šestih evropskih in enem svetovnem prvenstvu.   